# Harokoppa, Channapatna
Harokoppa là một làng thuộc tehsil Channapatna, huyện Ramanagara, bang Karnataka, Ấn Độ.